# Frederic Rzewski
Frederic Anthony Rzewski (Westfield, 13 de abril de 1938-Montiano, 26 de junio de 2021) fue un compositor estadounidense y además un virtuoso del piano.

## Biografía
Estudió en Harvard y en Princeton, recibiendo clases de Randall Thompson, Roger Sessions, Walter Piston y Milton Babbitt. En 1960, viajó a Italia lo que influyó en su futuro desarrollo musical: además de estudiar con Luigi Dallapiccola empezó su carrera como intérprete de nueva música para piano, a menudo con elementos de improvisación. Unos años después fue cofundador de Musica Elettronica Viva con Alvin Curran y Richard Teitelbaum. El grupo Musica Elettronica Viva concebía la música como un proceso colaborativo colectivo con utilización prominente de la improvisación y de la música electrónica. En 1971 volvió a Nueva York. (Sadie, 1980).
En 1977 Rzewski se convirtió en profesor de composición en el Conservatoire Royal de Musique de Lieja, Bélgica. Ocasionalmente enseñó durante cortos periodos de tiempo en escuelas y universidades de Estados Unidos y Europa, incluyendo Yale, la Universidad de Cincinnati, El The California Institute of the Arts, la Universidad de California en San Diego y el Real Conservatorio de La Haya.
La mayoría de los trabajos de Rzewski son abiertamente políticos e incorporan elementos de improvisación. Entre su música se incluye The People United Will Never Be Defeated! (36 variaciones sobre la famosa canción de Sergio Ortega El pueblo unido jamás será vencido) que popularizó el grupo chileno Quilapayún, un conjunto de variaciones para piano compuestas de forma semejante a las Variaciones Diabelli de Beethoven; Coming Together, que es una composición sobre cartas de un presidiario de la prisión de Attica, Nueva York, de cuando se produjo un famoso motín en 1971; North American Ballads; Night Crossing with Fisherman; The Price of Oil y Le Silence des Espaces Infinis, en ambas de las cuales utiliza notación gráfica; Les Moutons de Panurge; y Antigone-Legend, que muestra una oposición por principios a la políticas del estado y fue estrenada la noche del bombardeo de Libia por fuerzas de los Estados Unidos de América en abril de 1986. (ibid).
Nicolas Slonimsky (1993) dice de Rzewski en el Baker’s Dictionary of Musicians: «Además de ser un técnico del piano graníticamente abrumador, es capaz de depositar grandes masas de material sonoro a lo largo del teclado sin cargarse el instrumento».
Falleció el 26 de junio de 2021 en Montiano, Italia a los ochenta y tres años. Su publicista, Josephine Hemsing, confirmó la muerte y dijo que la causa fue un aparente ataque al corazón mientras cenaba con su hija y su nieto.

## Discografía

### Obra compuesta por Rzewski
- The People United Will Never Be Defeated! (1975)
- De Profundis (1994)
- Song and Dance/The Flower-Fed Buffaloes (1980)
- Night Crossing (1997)
- No Place to Go but Around (1977)
- Rzewski Plays Rzewski: Piano Works 1975-1999 (2002)
- Coming Together/Attica/Les Moutons de Panurge (1972) (1990)
- L'instruction - Oratorio (1988), con Peter Weiss
- North American Ballads/Squares (1989)
- Winnsboro Cotton Mill Blues (1980), en el disco Us Choice del dúo Double Edge (1992)
- Piano Music (1996)
- Four Pieces/Ballad No. 3: Which Side Are You On? (1982)
- Antigone-Legend (1997)
- Bumps (1997)
- The Road (1995-2003): Turns (Part 1), 1995; Tracks (Part 2), 1996; Tramps (Part 3), 1997; Stops (Part 4), 1998; A Few Knocks (Part 5), 1999; Travelling with Children (Part 6), 1999; Final Preparations (Part 7), 1999-2002; The Big Day Arrives (Part 8), 2002-03. The Road es una de las más largas piezas no repetitivas para piano jamás escritas, con sus ocho horas de duración aproximada (o sesenta y cuatro millas, según el compositor).

### Rzewski como intérprete
- Capriccio Hassidico (1991)
- United Patchwork (1977), Musica Elettronica Viva
- Leave The City, de Musica Elettronica Viva
- Spacecraft, de Musica Elettronica Viva
- Live 7 (Recorded live at Philgena Oakland CA 1994), de Musica Elettronica Viva
- We Sing For The Future!, de Cornelius Cardew
- An Hour for Piano (1985), de Tom Johnson
- Aquarius-Memorial, de Henri Pousseur
- La Guirlande de Pierre, de Henri Pousseur
- Klavierstück X, de Karl Heinz Stockhausen